# Gerhard Kühnhardt

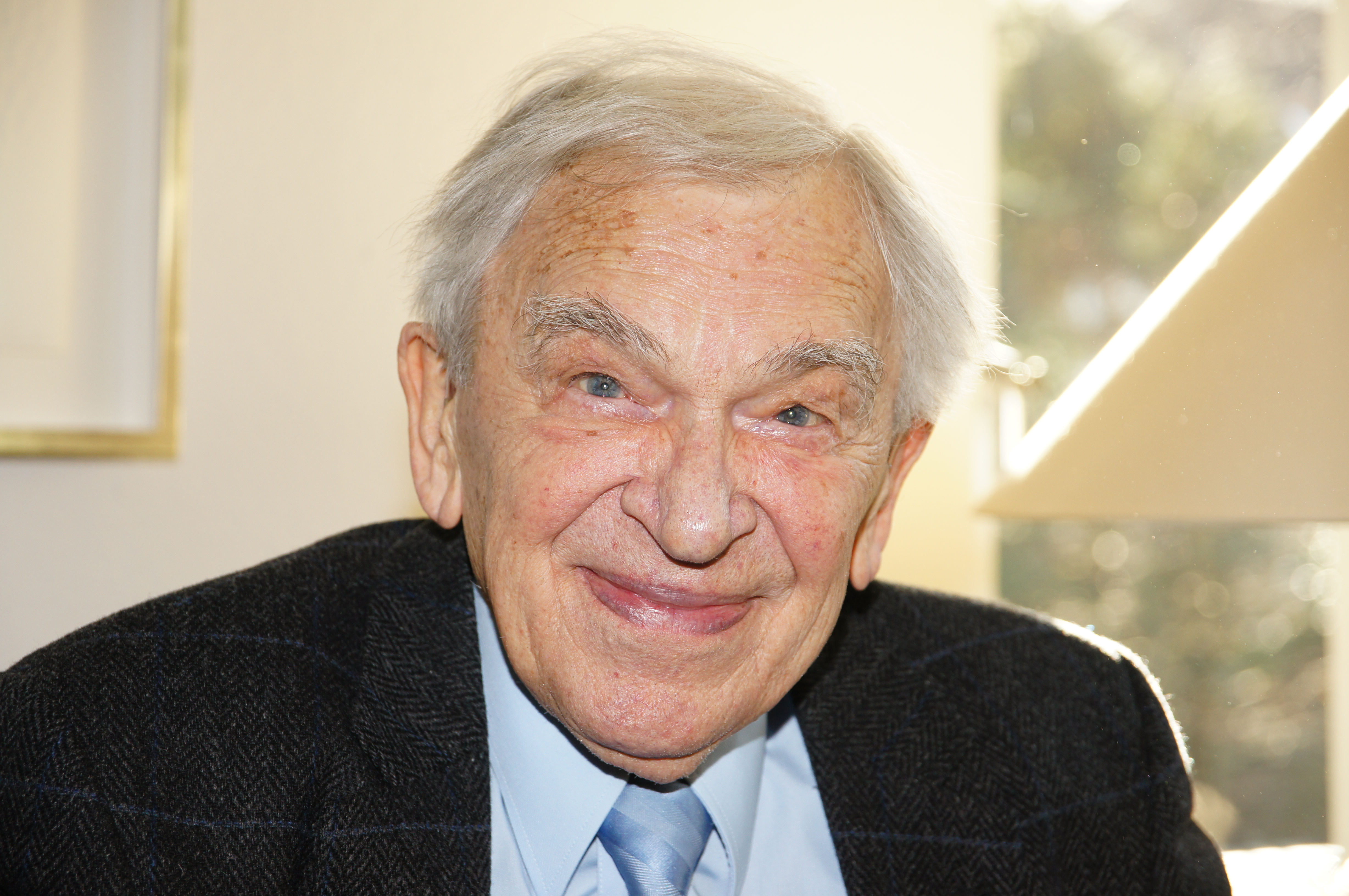
Gerhard Kühnhardt

Gerhard Kühnhardt (* 23. Dezember 1923 in Groschowitz bei Oppeln; † 7. Dezember 2015 in Ibbenbüren) war ein deutscher Augenarzt.

## Leben und Wirken
Nach dem Abitur in Groß-Strehlitz/Oberschlesien (1942), Wehrdienst und Kriegsgefangenschaft in der Tschechoslowakei absolvierte Kühnhardt (bis 1940 lautete der Familienname Kusnierz) ab 1946 das Studium der Medizin in Erlangen, Bamberg, Zürich, München und Tübingen. In Bamberg schloss er sich der katholischen Studentenverbindung "Fredericia" im CV an. 1952 wurde er von der Universität Tübingen promoviert. Nach Tätigkeiten als Assistenzarzt in Solothurn, Bremen und Münster praktizierte er von 1960 bis 1989 als Augenarzt in Ibbenbüren. Seit 1980 engagierte er sich für den Ausbau der augenärztlichen Versorgung in Arusha/Tansania und behandelte Augenkranke über Arusha hinaus bis in das Massai-Gebiet und am Fuße des Kilimanjaro in Kibosho bei Moshi. Kühnhardt initiierte eine dauerhafte Partnerschaft zwischen dem St. Elisabeth Hospital Ibbenbüren und dem St. Elisabeth Hospital Arusha. Bis ins hohe Alter wirkte er als Augenarzt und Dozent für die Augenfortbildung von Krankenschwestern und Krankenpflegern in Arusha. Von 1986 bis 1998 arbeitete er im Vorstand des Deutschen Komitees zur Verhütung von Blindheit mit, dessen Ehrenmitglied er seit 2006 war. Kühnhardt war seit 1957 mit Irmgard, geborene Hoffmann, verheiratet und Vater von vier Kindern.

## Auszeichnungen
2003 wurde Kühnhardt der Tropen-Preis der Deutschen Ophthalmologischen Gesellschaft verliehen. 2008 zeichnete Bundespräsident Köhler Gerhard Kühnhardt mit dem Bundesverdienstkreuz am Bande aus.

## Veröffentlichungen
- Die Ergebnisse der pharmakologischen Forschung in der Schweiz von 1945-1950. Tübingen, Medizinische Fakultät, Dissertation vom 25. Juni 1952
- Salus Aegroti Suprema Lex – Dem Heil des Kranken verpflichtet. Lebenserinnerungen eines Arztes. Privatdruck, 2008.